# Aplidium caelestis
Aplidium caelestis är en sjöpungsart som beskrevs av Monniot 1987. Aplidium caelestis ingår i släktet Aplidium och familjen klumpsjöpungar. Inga underarter finns listade i Catalogue of Life.